# 一品紅
一品紅（学名：Euphorbia pulcherrima），又名為一品紅、聖誕花，大戟科大戟屬植物，在聖誕節用來擺設的著名紅色花卉。大紅大綠的葉片相間，外觀色彩充滿聖誕節的應景氣氛，因而稱為聖誕紅。
那些被人認為是花朵的紅色部份其實是苞叶，而真正的花是在葉束中間的部份。被栽培的品系的葉通常會被製成橙色、淺綠色、奶油色及大理石花紋，要達到這效果，在十月至聖誕節時，它們不可以在晚上被燈光照射。即使是少量燈光照亦會阻止其開「花」。
一品紅通常高六十公分至三公尺，其深綠色的葉長約七至十六公分。其最頂層的葉是火紅色、紅色或白色的，因此經常被誤會為花朵。
聖誕紅的花朵構造奇特，花序呈聚繖花序排列，雌雄花生在同一總苞內，雌花單一位於眾多雄花的中央，有的花序只開雄花。
總苞外有一、二明顯的腺體/蜜槽，黃色，二唇裂。
一品紅原來生長於南墨西哥及中美洲，其英语俗名“波因塞特”源于第一任美国驻墨西哥大使約爾·羅伯茲·波因塞特（ Joel Roberts Poinsett）在1828年将其引进美国。

## 毒性
在美國通常流傳著錯誤的觀念，認為一品紅有劇毒，但只有他的汁液有毒性，有可能引起紅腫過敏反應。傳言的來源是因為大部份大戟屬植物均是帶毒性的，而且其英文名稱（Poinsettia）又與中毒（Poison）的英文字相似。

## 傳說
一品紅與聖誕節的關係源自16世纪时的墨西哥，当时传说有一個在聖誕夜流浪在路邊的女孩子因为太穷没有奉献给基督的礼物，她被一个天使启发收集草籽种在教堂边上，这些草突然绽放出紅色的「花朵」，即一品紅，被認為是奇蹟。

## 雞尾酒
- 一品紅雞尾酒是由白葡萄酒或其他白酒與伏特加酒及曼越橘汁混合而成。

## 遠近照片

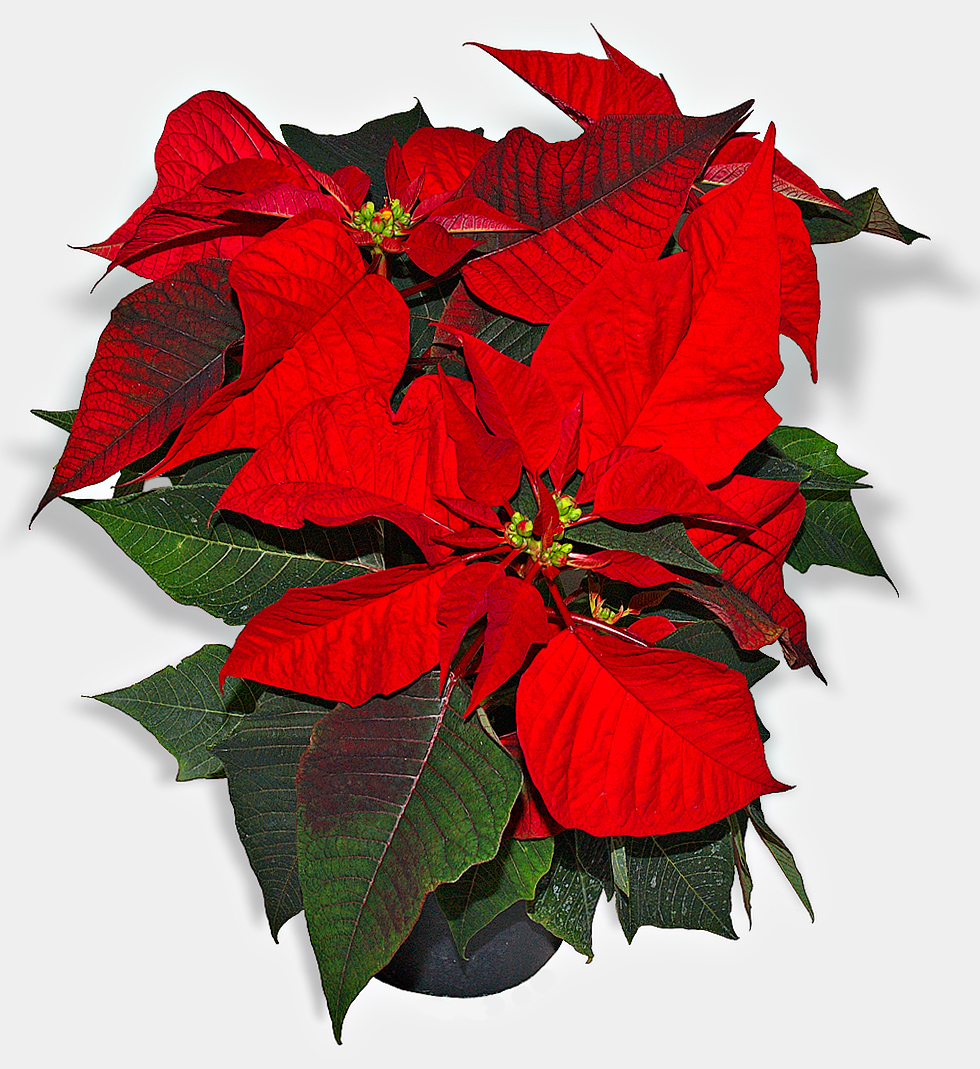
一品紅
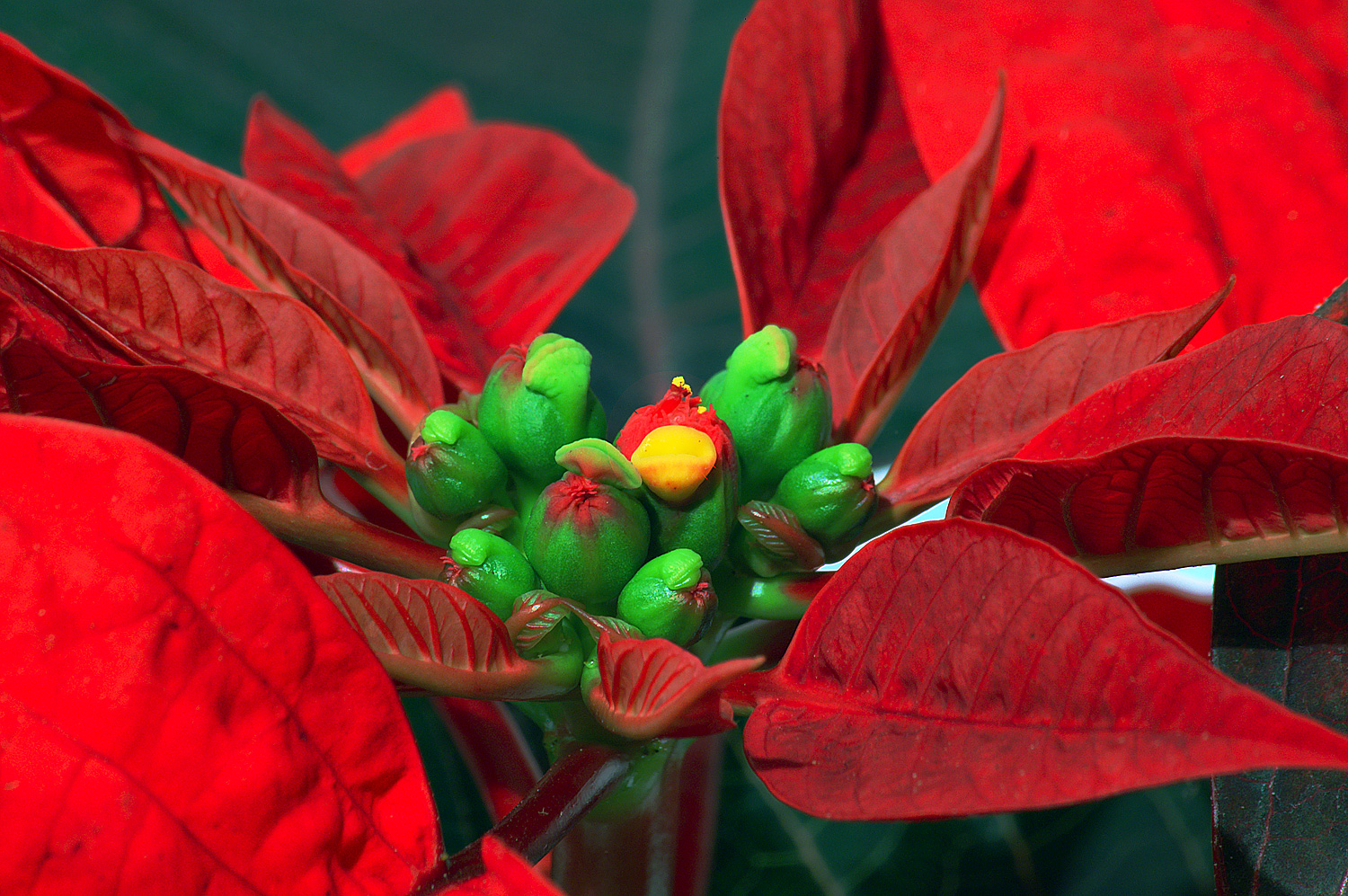
一品紅近觀
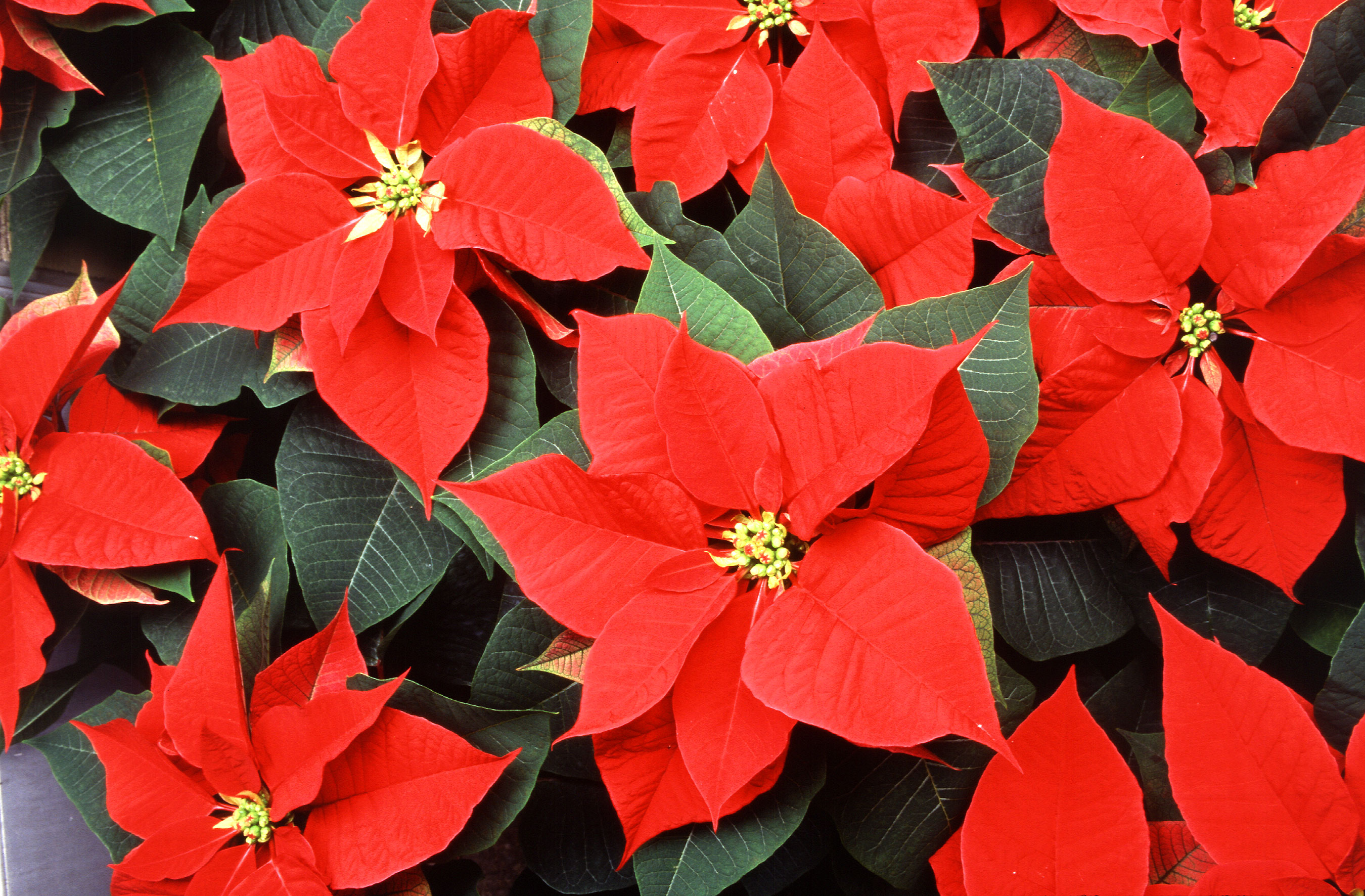
一品紅，四周的是紅葉，中央的是花
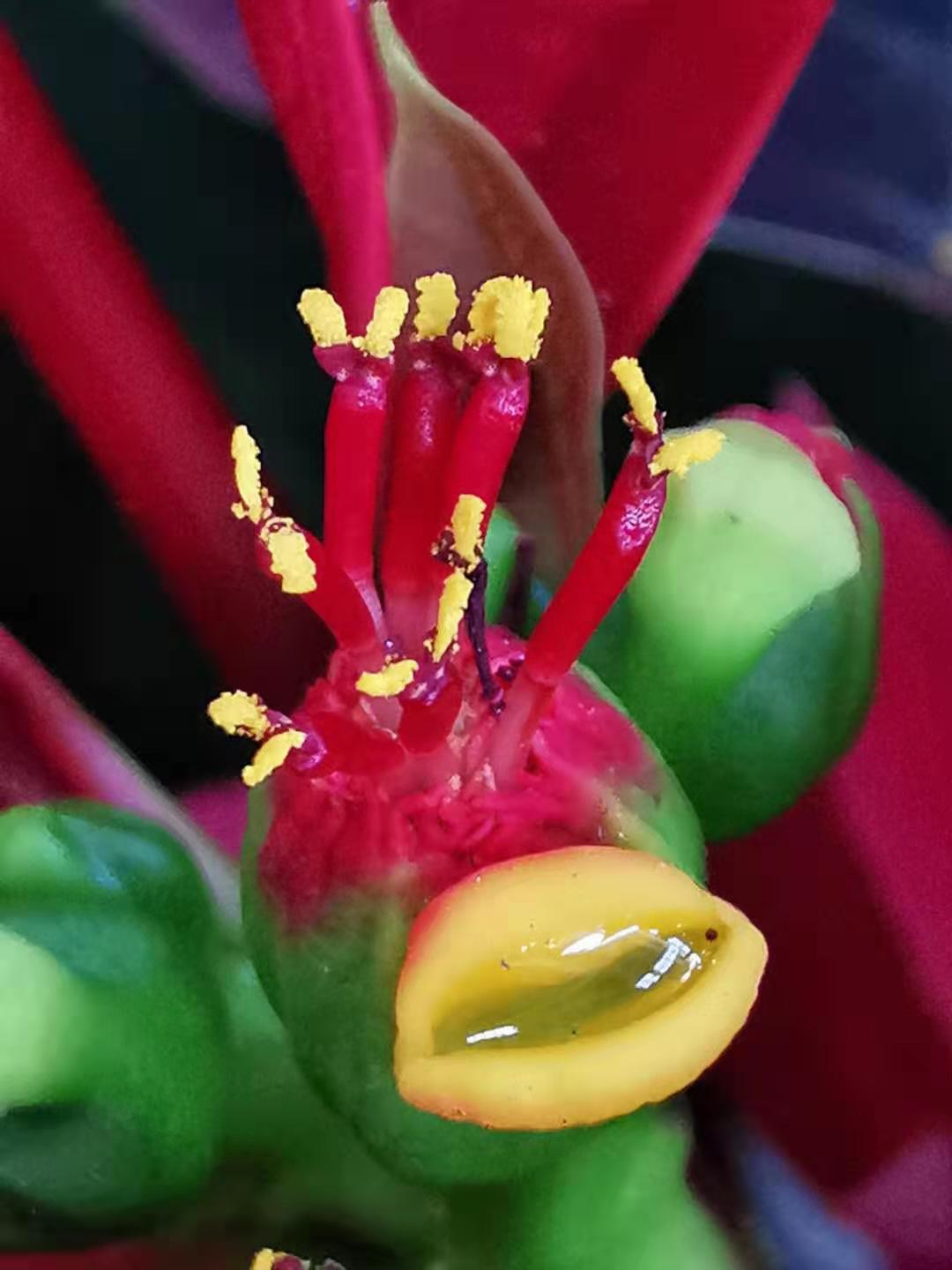
雄花與蜜腺
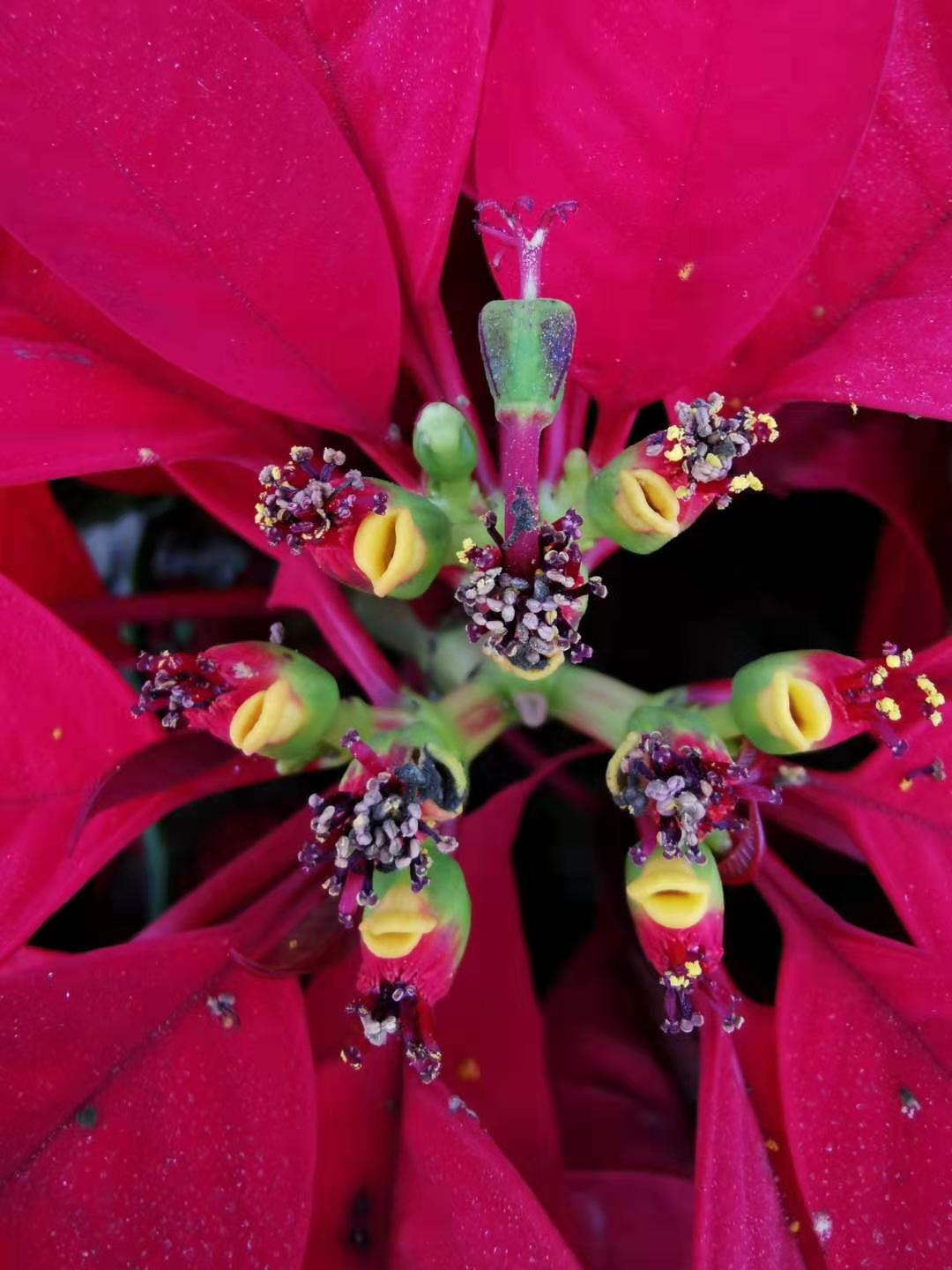
雌花單一生於眾多雄花的中央，有的花序只具雄花
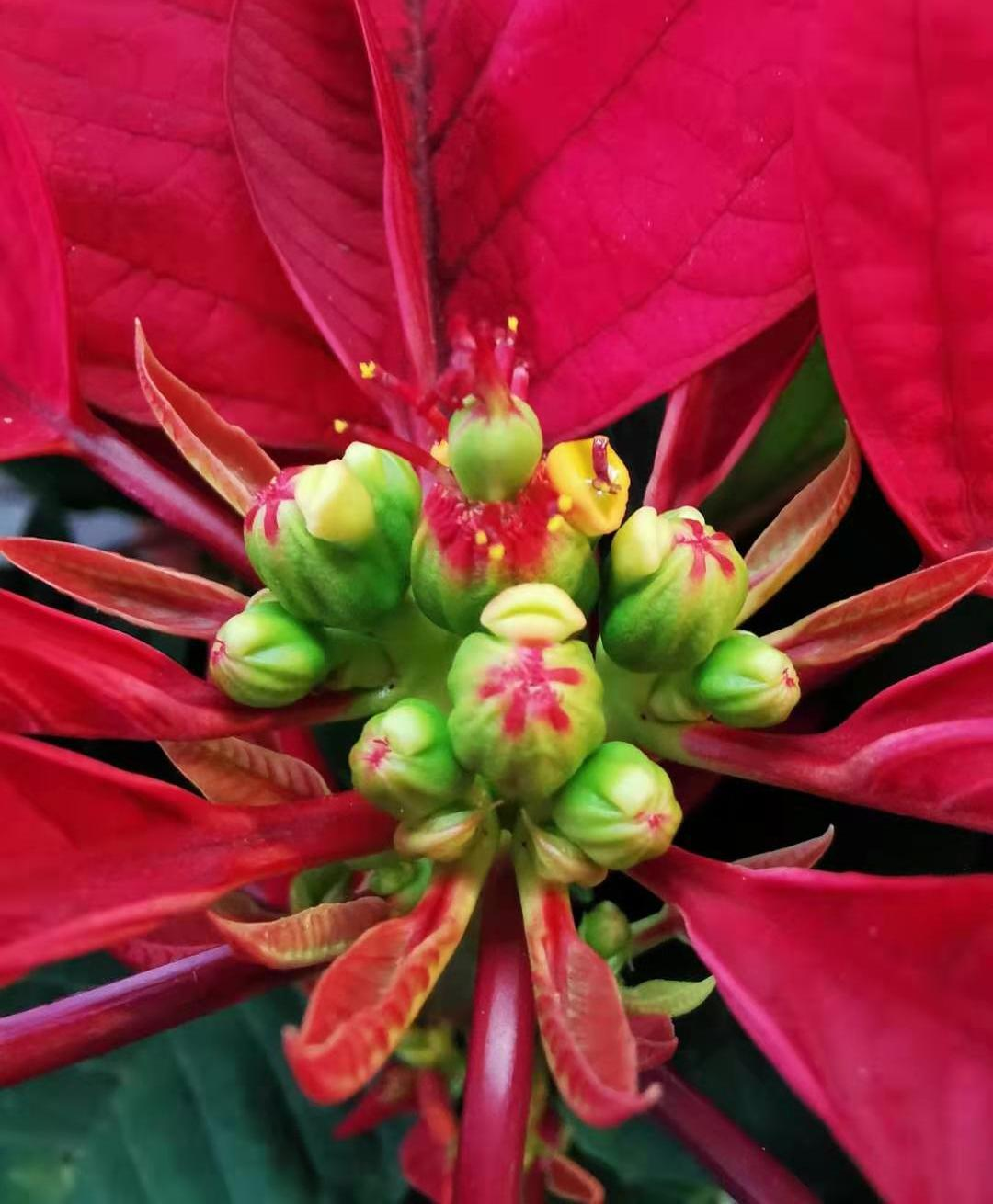
雌花初期
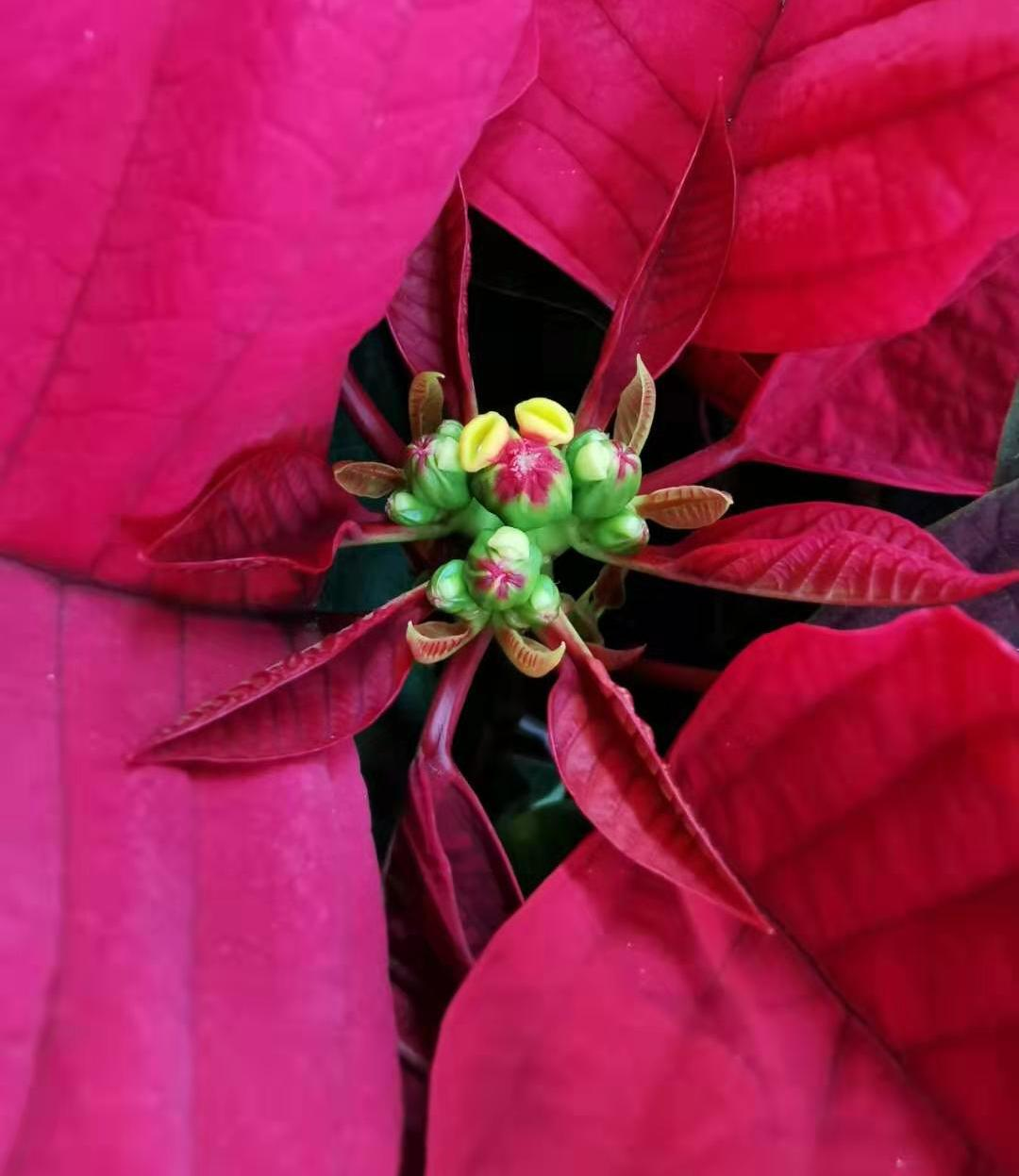
有些花序具雙蜜腺
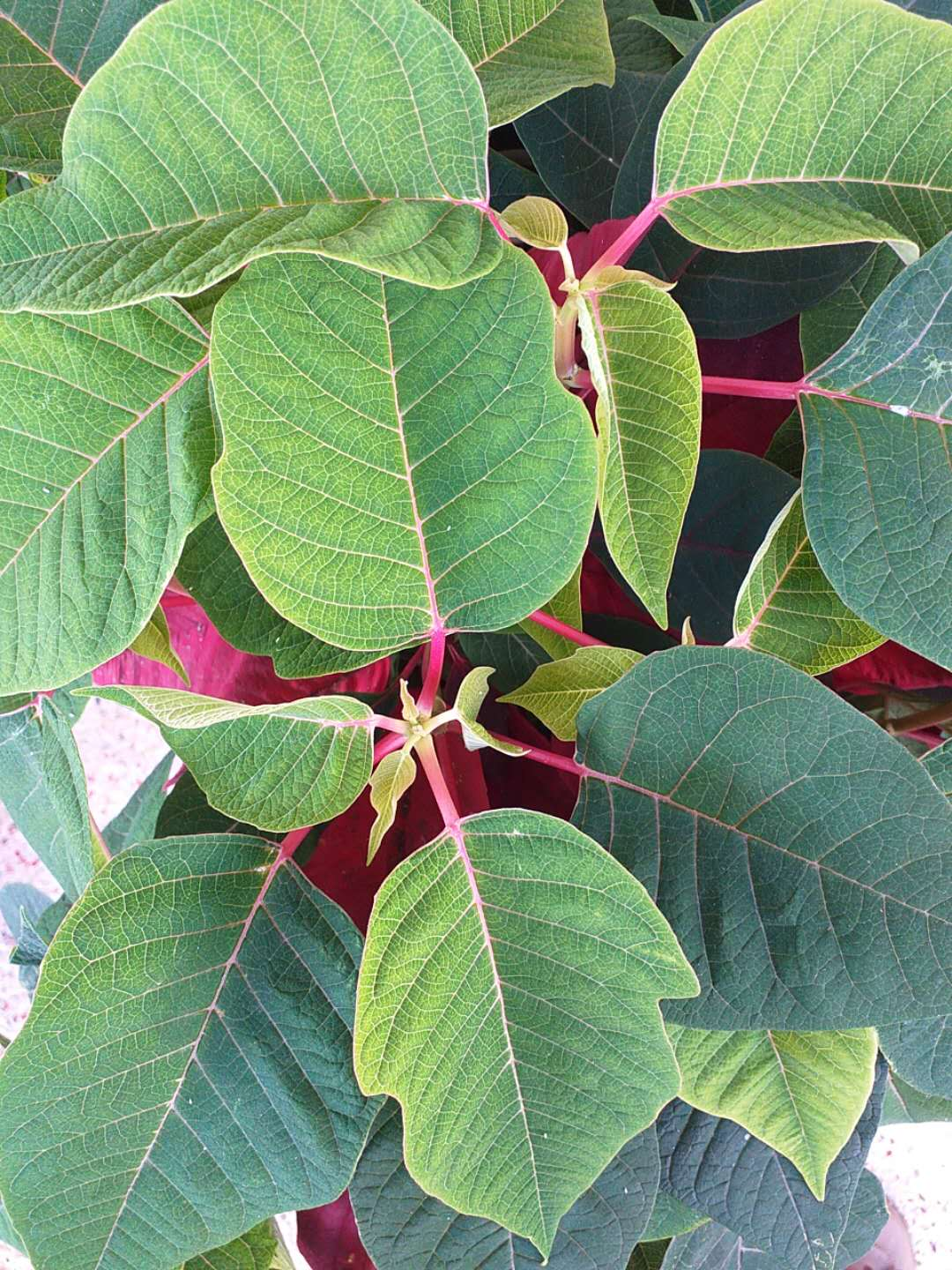
盆栽的新葉亦具觀賞價值
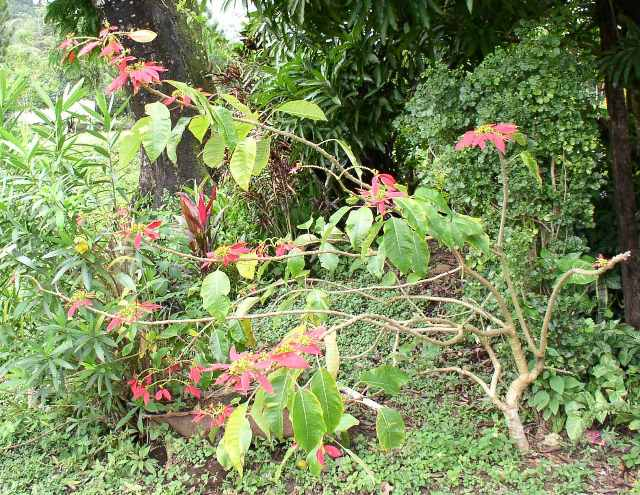
一品紅的灌木叢
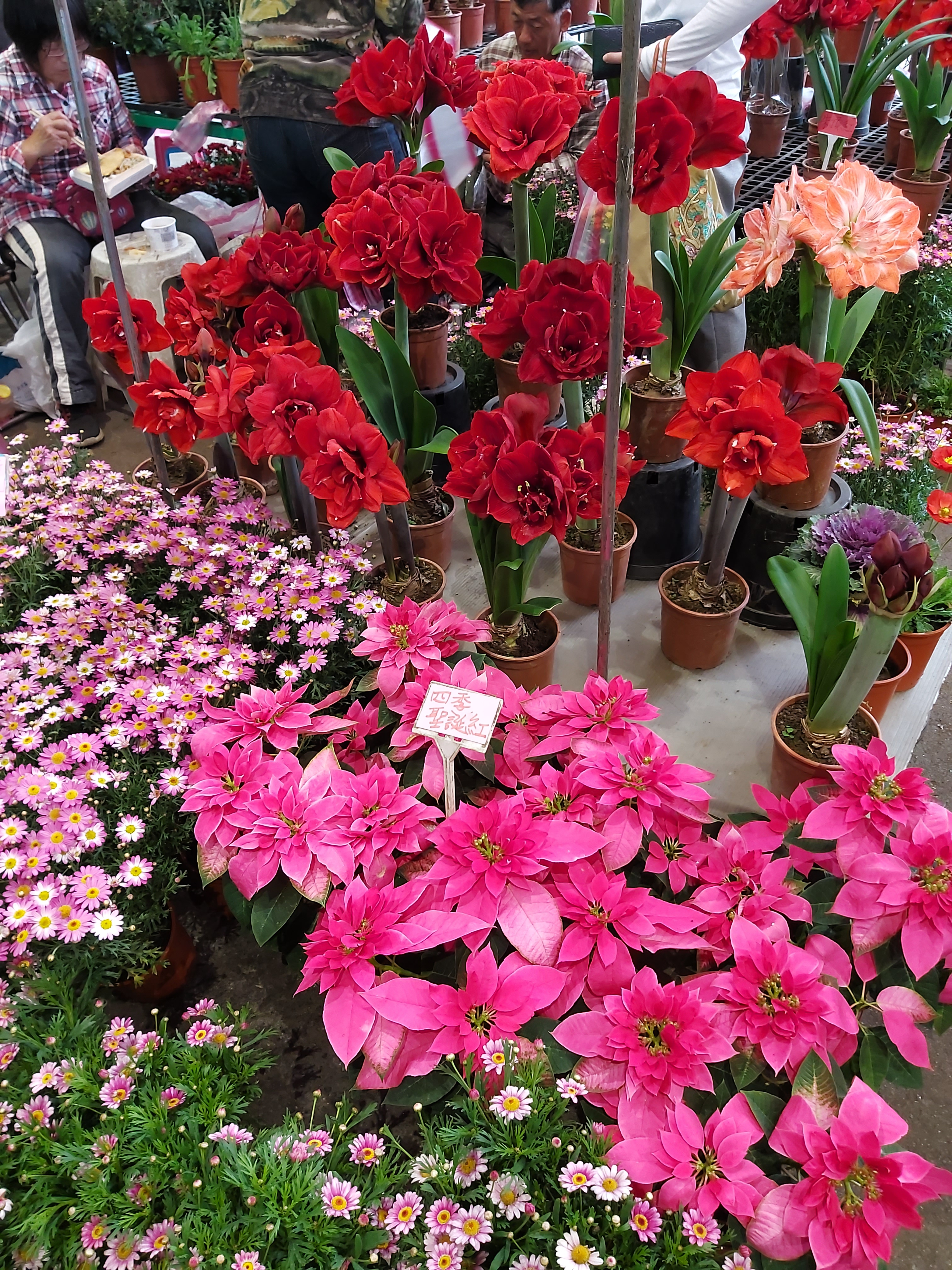
花卉市場上販售的四季聖誕紅（又名一品紅，下）與孤挺花（上）

## 品種照片

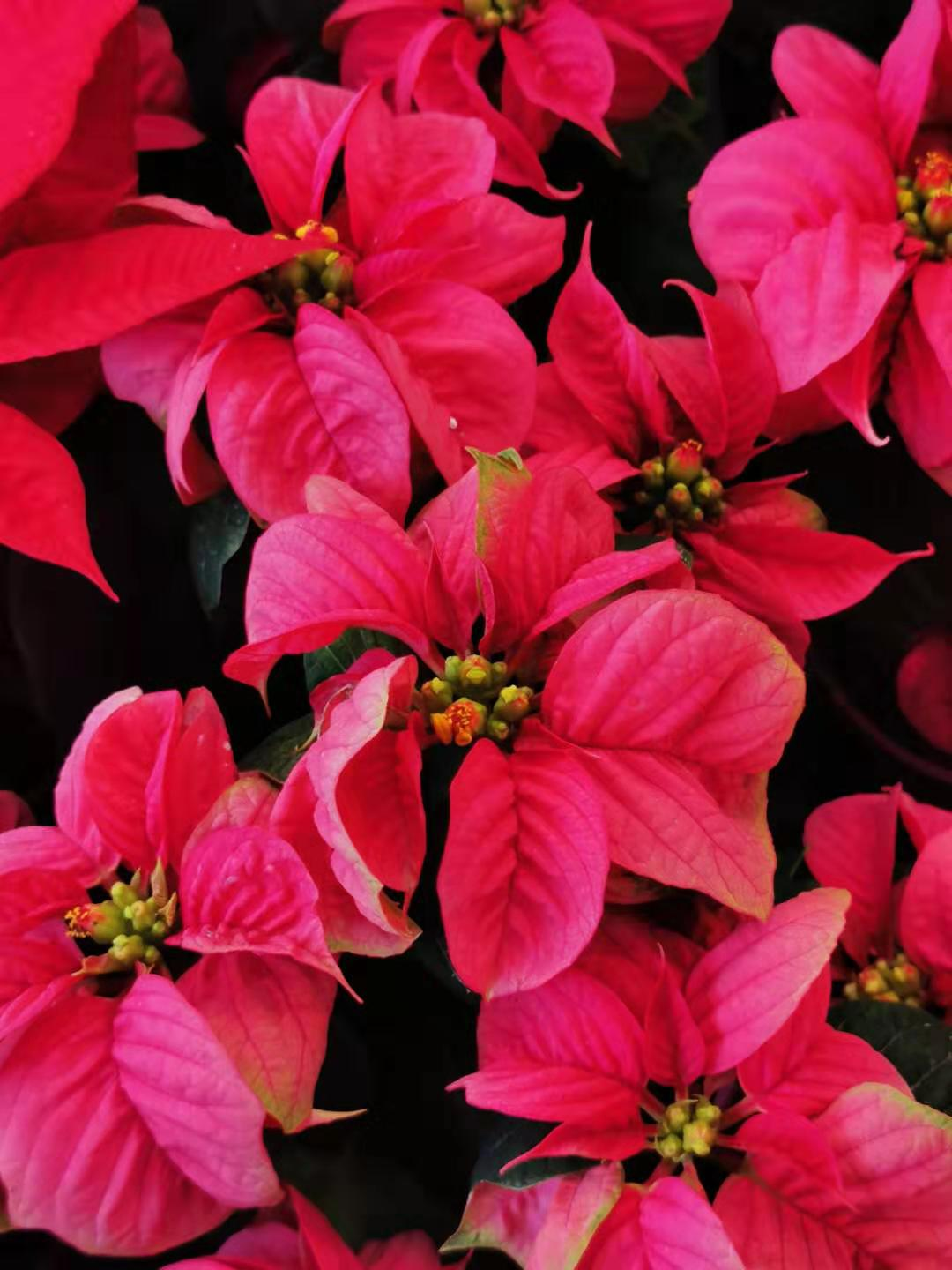
園藝栽培：玫瑰聖誕
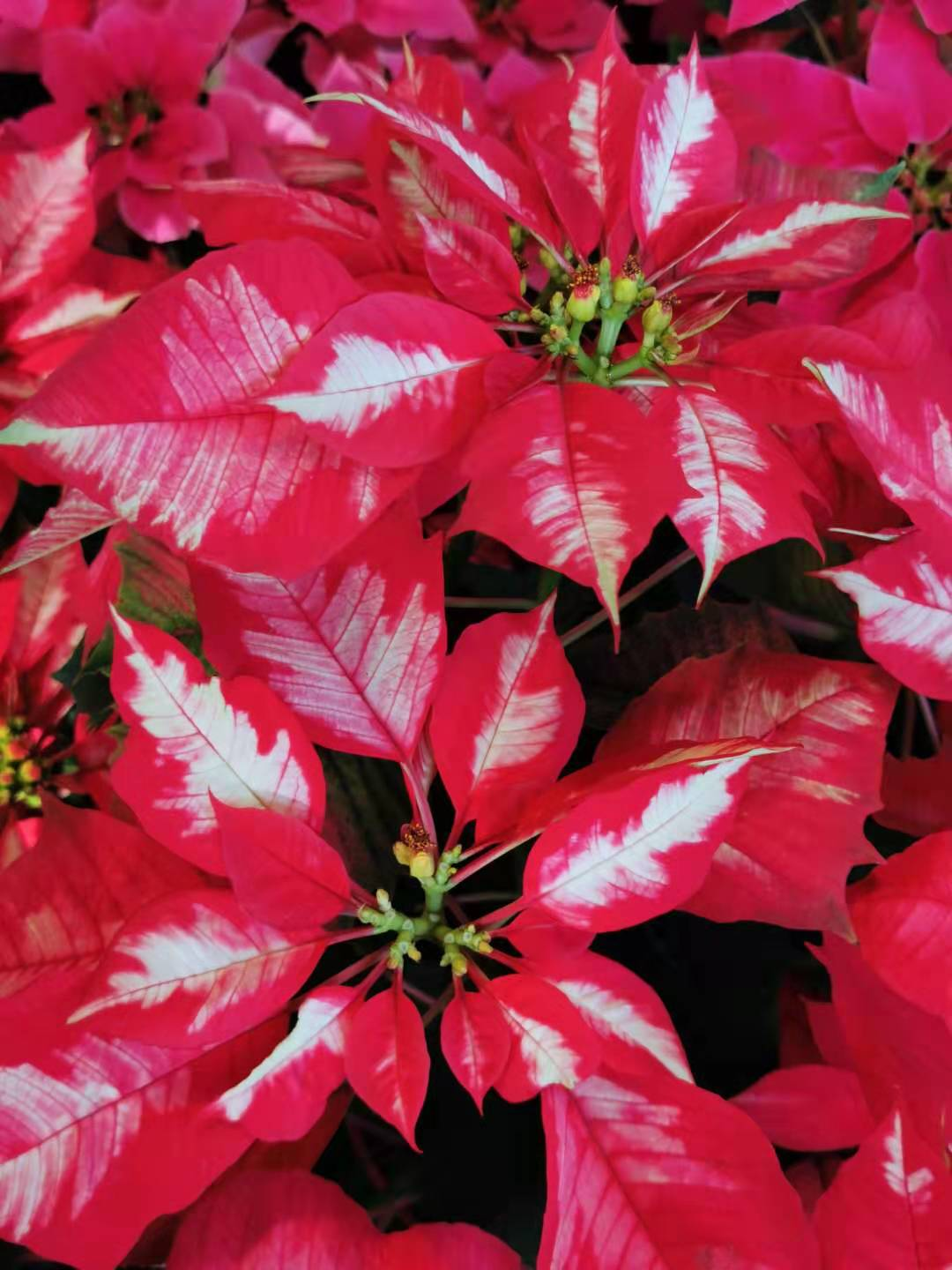
園藝栽培：冰火
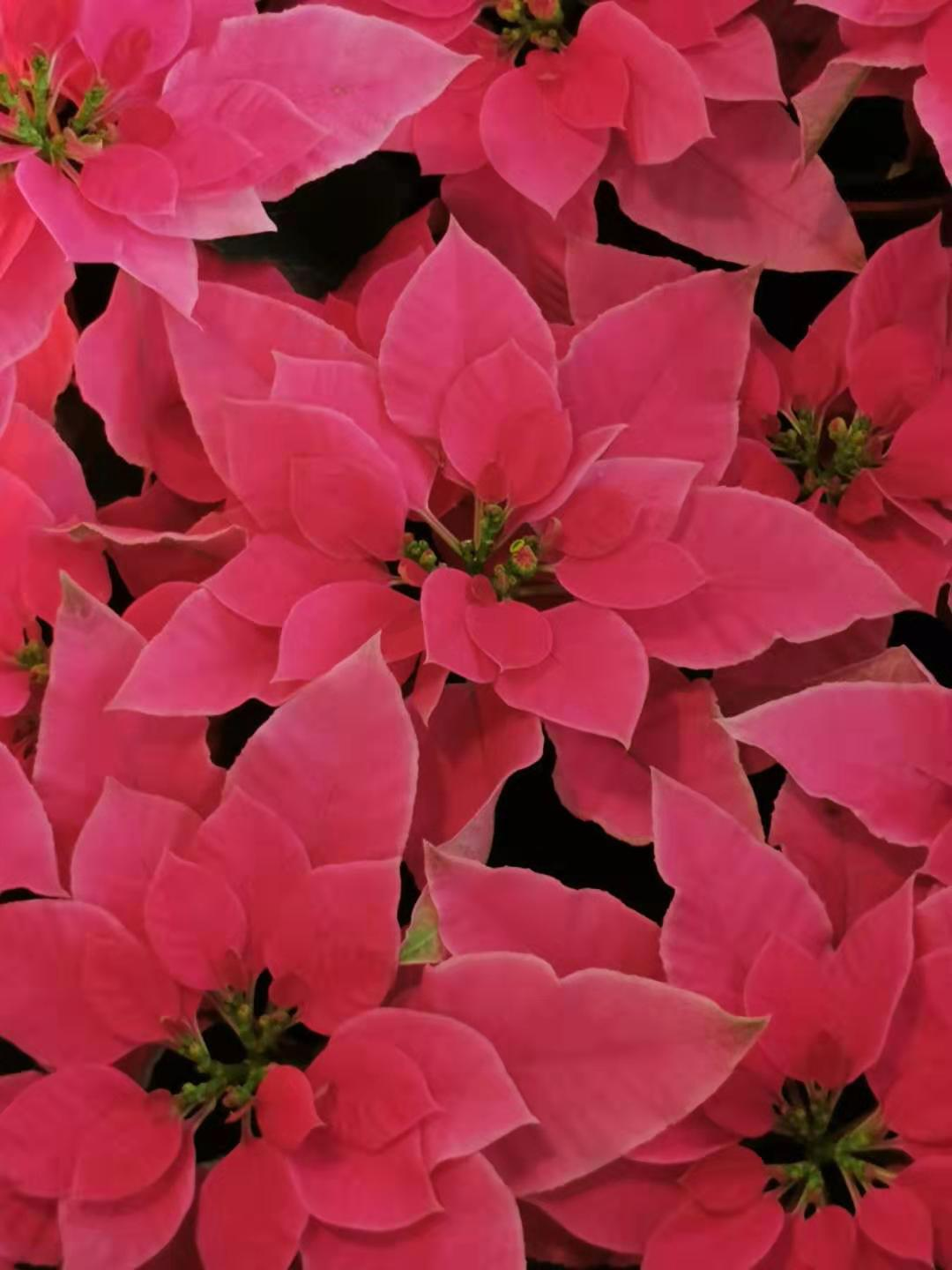
園藝栽培：四季桃喜
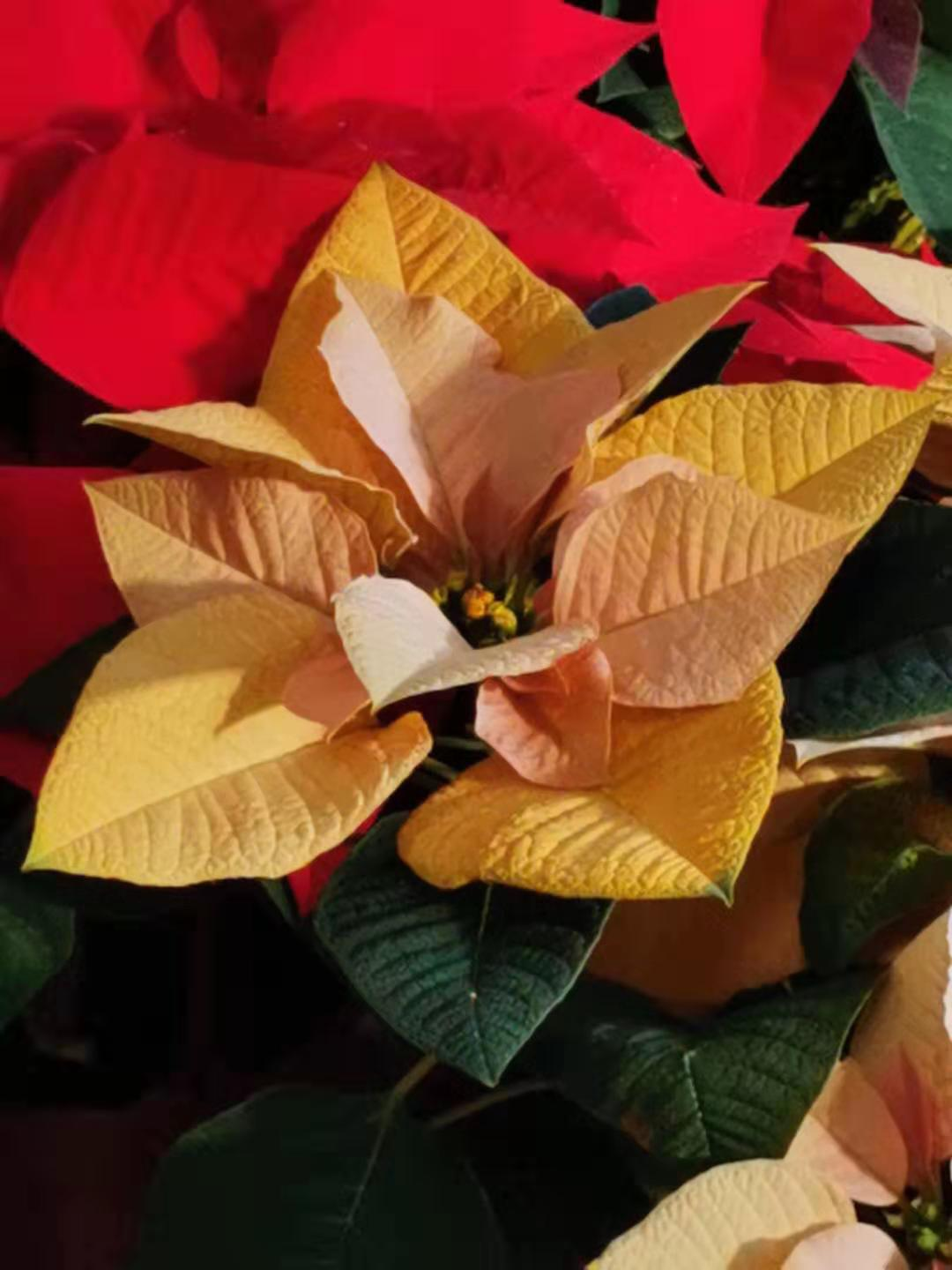
園藝栽培：金色秋光

## 外部連結
- 一品紅帶毒的傳言
- 關於一品紅的全部資訊 （页面存档备份，存于）
- 聖誕節習俗的由來[永久]
- 聖誕紅1 （页面存档备份，存于）
- 聖誕紅2 （页面存档备份，存于）
- 聖誕紅3
- 聖誕紅4 （页面存档备份，存于）
- 一品紅, Yipinhong （页面存档备份，存于） 藥用植物圖像數據庫 (香港浸會大學中醫藥學院) （繁體中文）（英文）
- 聖誕紅—連花的構造都很另類 （页面存档备份，存于）

## 扩展阅读
- 維基物種上的相關：圣诞红